# Dennenuil
De dennenuil (Panolis flammea) is een nachtvlinder uit de familie Noctuidae, de uilen. De voorvleugellengte bedraagt tussen de 15 en 16 millimeter. De soort komt voor in heel Europa. Hij overwintert als pop. Naaldbossen, parken en tuinen vormen de habitat voor deze vlinder.

## Rups
De dennenuil heeft als waardplanten allerlei naaldbomen, zoals vooral de grove den. Soms ook de Europese lork.
De rups kan worden gevonden in de periode van mei tot juli. Nadat de eieren in groepen op de naalden zijn afgezet, leven de rupsen aanvankelijk in groepen, maar later alleen.

## Voorkomen in Nederland en België
De dennenuil is in Nederland en België een algemene soort, die verspreid over het hele gebied kan worden waargenomen, in Nederlands vooral op zandgronden en in de duinen. De vlinder kent één generatie die vliegt van begin maart tot begin juni.

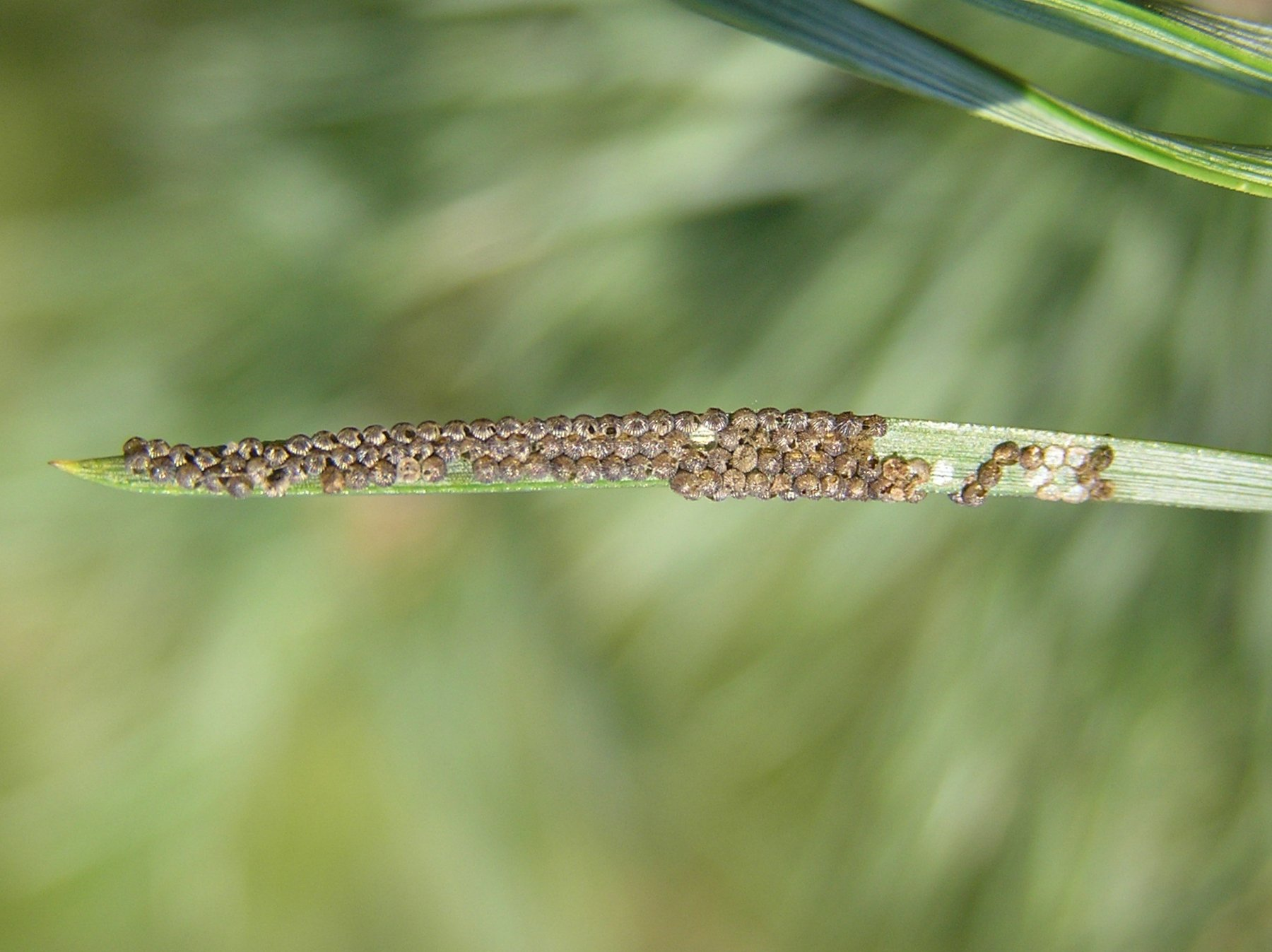
Eitjes